# به من برس
به من برس (به انگلیسی: Reach Me) فیلمی است محصول سال ۲۰۱۴ و به کارگردانی جان هرتسفلد است. در این فیلم بازیگرانی همچون سیلوستر استالونه، کیرا سجویک، کریستف ام. اورت، توماس جین، کلسی گرمر، کوین کانلی، تام برنگر، دنی آیلو، عمری هاردویک، نلی، دیوید اوهارا، دنی ترخو، رایان کوانتن، تام سایزمور، کری الویس، الیزابت هنستریج و چاک زیتو ایفای نقش کرده‌اند.